# Здравозахоронение
«Здравозахоронение» (англ. Sicko) — документальный фильм известного американского режиссёра-документалиста Майкла Мура. Фильм посвящён несовершенству системы медицинского страхования США по сравнению с системой бесплатной общедоступной медицины, существующей в других странах (Канада, Великобритания, Франция, Куба).
Премьера фильма состоялась 19 мая 2007 года на Каннском кинофестивале, где он был удостоен 15-минутной овации стоя от 2000 зрителей Grand Theatre Lumiere. В 2008 году фильм был номинирован на «Оскар» в категории «Лучший документальный фильм». Всего в мировом прокате фильм собрал около 36 млн долларов.

## Сюжет
По утверждению фильма «Здравозахоронение», почти пятьдесят миллионов американцев не имеют медицинской страховки, а те, кто застрахованы, очень часто становятся жертвами бюрократии и бумажной волокиты страховых компаний. В фильме множество интервью с людьми, у которых, по их мнению, имелись достаточные основания для получения медицинской помощи, но им было в ней отказано. Бывшие сотрудники страховых компаний описывают инициативы компаний по снижению затрат, которые вели к финансовым премиям врачей, работающих в компании. Идея заключалась в том, чтобы дать компании возможность избежать предоставления необходимой по договору медицинской помощи застрахованным гражданам, тем самым увеличивая прибыльность страховых компаний.
В Канаде Мур описывает случай с Томми Дугласом, которого выбрали «Величайшим Канадцем» в 2004 году за его вклад в канадскую систему здравоохранения. Мур также берёт интервью у микрохирурга и у людей, ожидающих медицинской помощи в обычной канадской больнице.
На фоне споров об американской системе здравоохранения оппоненты универсальной медицинской помощи делают заявления в стиле антикоммунистической пропаганды, присущей 50-м годам прошлого века. Запись, распространённая в 60-х годах Американской Медицинской Ассоциацией и озвученная Рональдом Рейганом, предупреждает о том, что публичная система здравоохранения может привести к коммунизму. В ответ на это Мур показывает, что подобного рода службы вроде полиции, пожарной службы, почтовой службы, образования и общественных библиотек не привели к появлению коммунизма в США.
Фильм также уделяет внимание здравоохранению во Франции, в Великобритании и на Кубе.

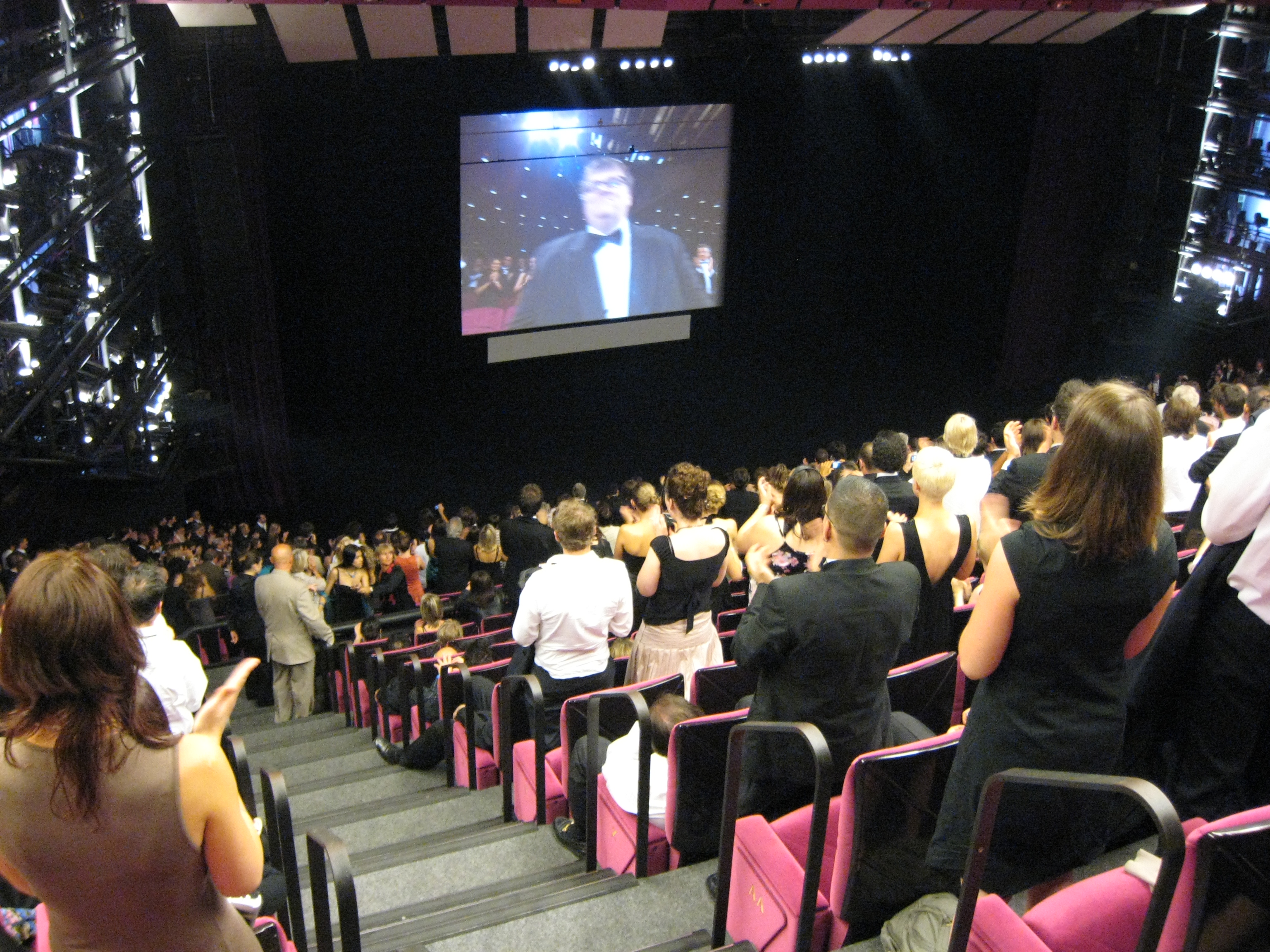
Sicko на Каннском кинофестивале удостоился овации стоя

## Дополнительные материалы
Вскоре после выхода фильма Мура обвинили по телевидению во вранье и пропаганде социализма, которым власти нередко пугают американцев. В ответ на эти обвинения Мур снял отдельный 50-минутный документальный фильм, который представил в виде дополнительных материалов. В выпущенном дополнении режиссёр отвечает на выпады властей и страховщиков, рассказывает о своей кампании в поддержку закона о бесплатном лечении для каждого американца, а также показывает страну с самым высоким уровнем жизни (Норвегию).

## В фильме участвуют
- Майкл Мур
- Э́нтони Бенн
- Джордж Буш (архивная запись)
- Билл Клинтон (архивная запись)
- Хиллари Клинтон (архивная запись)

## Награды и номинации
- 2008 — номинация на премию «Оскар» за лучший документальный фильм (Майкл Мур, Меган О’Хара)